# ガウチョの嘆き
『ガウチョの嘆き』（西: Sentimiento Gaucho）は、フランシスコ・カナロとラファエル・カナロが共作で作曲したタンゴ。

## 概要
1924年発表の曲。ファン・アンドレス・カルーソ（Juan Andrés Caruso）の歌詞がついており、歌詞の内容には別れた女性に嫉妬する 「ガウチョ」 の気持ちがこめられている。歌つきの録音がよく聴かれるが、歌なしの録音もある。1924年のレコード会社 オデオン（Odeon）社のタンゴコンクールで、第1位をとった曲である。この年の第3位は「たそがれのオルガニート」である。 フランシスコ・カナロ楽団の演奏にリベルタ・ラマルケの歌唱がはいった録音が、よく聴かれる。また、カルロス・ガルデルの録音もある。YouTubeにも、いくつかアップロードされている。

## 誤用
この作品の「サビ」ではメロディーとベースが連続8度を行う、といった初歩的な和声法のミス(カナロとNELLY OMAR のテイクでは2分20秒あたり)がある。後年にこのミスを修正した新録音があることから、本人が気が付いていたことは間違いない。このミスに気が付いた各種楽団(ロムート、ラッチャッティ、ORQUESTA DE DON JUAN A. SANCHEZ）は念入りに修正している。ところが、ファン・ダリエンソ楽団や早川真平とオルケスタ・ティピカ・東京や坂本政一とオルケスタ・ティピカ・ポルテニヤは原典通りに連続8度を行って録音しており、一種のリスペクトと思われる。修正版と原典版の両方をリリースしているホセ・バッソ楽団のような団体もある。